# ルイ・ド・サヴォワ＝ヌムール
ルイ・ド・サヴォワ＝ヌムール（フランス語: Louis de Savoie-Nemours, 1615年 - 1641年9月16日）は、ジュネーヴ公およびヌムール公（在位：1632年 - 1641年）、オマール公（在位：1638年 - 1641年）。

## 生涯
ルイはヌムール公アンリ1世とオマール女公アンヌ・ド・ロレーヌの間に1615年に生まれた。1632年に父アンリ1世が死去し、ルイはジュネーヴ公およびヌムール公位を継承し、ペール・ド・フランス（pair de France）となった。
ルイは未婚で子供のいないまま1641年9月16日に死去した。弟シャルル・アメデが公位を継承した。